# Портална хипертензија
Портална хипертензија је повећање притиска које настаје у систему вене порте проксимално од било које опструкције у том систему. Сваки процес који ремети ниво крвног протока на било ком нивоу у порталном венском систему може узроковати порталну хипертензију. Порастом порталног венског притиска расте и градијент притиска између вене порте и доње шупље вене, преко нормалних вредности, које су 1-5 mmHg. Када се градијент порталног притиска повећа изнад 10 mmHg, јављују се варикозитети (проширења вена), а са порастом притиска изнад 12 mmHg варикозитети могу руптурирати, што доводи до крварења. Тако настало крварење из варикозитета веома је опасна компликација са просечном стопом смртности од 30%,. Код прживелих болесника након крварења варикозитета ризик поновног крварења је присутан у око 70% случајева (са стопом смртности које је такоше око 30%).
Градијент порталног притиска изнад 10 до 12 mmHg чини клинички знајну порталну хипертензију, у коју могу пратити бројне компликације: асцитес, портохипертензивна гастропатија, масивно крварење из варикозитета једњака и желуца, енцефалопатија, артеријска хипоксемија, метаболички поремећаји, бактеријемија и хиперспленизам.
У зависности од локације и природе опструкције портална хипертензија се може манифестовати у више облика, као физиолошка или патолошка.

## Анатомија и физиологија вене порте
Вена порта
Портална вена или вена порта је велика вена која доводи крв из органа за варење у јетру.
Портална циркулација
Венски систем којим се крв враћа из желуца, црева, слезине, гуштераче и жучне бешике и скупља у једну велику вену (вену порту), заједно са њом чини порталну циркулацију. У јетри из грана порталне вене крв прелази у синусоиде јетре који су по својој грађи слични капиларима. Поред тога крв кроз јетрене вене тече и у доњу шупљу вену.
Портални притисак
Притисак у систему вене порте је, ако се упореди са дугим сегментима опште циркулације, низак и креће се, код здраве особе, од 150 kg до 200 mm воденог стуба (5-10 ммХг). Поред тога што се процењује да од укупне количине крви која пролази кроз јетру 75 до 80% прође кроз систем вене порте, велики значај има и 20 до 25% артеријске крви која из системске циркулације протиче кроз јетрену (хепатичну) артерију. Кроз јетру, системом порталне циркулације код просечно тешке особе од 75 килограма, прође од 800 до 1400 ml крви у минуту, а хепатичном артеријом 200 до 400 ml крви у минуту.

## Етиологија
Било који процес који ремети проток крвн на било ком нивоу у порталном венском систему може изазвати порталну хипертензију. Према анатомском положају тих процеса, разликујемо прехепатичну, интрахепатичну и постхепатичну порталну хипертензију. Цироза јетре је најчешћи узрок порталне хипертензије, јер је се према епидемиолошким истраживањима развија код виш од 90% болесника са цирозом.
Портална хипертензија може бити и физиолошка или пролазна хипертензија, која настаје као хормонална реакција на хистамин и епинефин. Сличним механизмом пролазну порталну хипертензју може изазвати повећање унутаргрудног (интраторакалног) притиска, који се може изазвати Валсалвиним постуком.

### Врсте порталне хипертензије
Сваки процес који ремети проток крвни на било ком нивоу у порталном венском систему може изазвати порталну хипертензију. Према анатомском положају тих процеса, разликујемо: супрахепатичну, прехепатичну, интрахепатичну и постхепатачну порталну хипертензију.

#### Супрахепатична опструкција
У патолошким стањима као што су конгестивна слабост срца, конгестија плућа и перикардијална ефузија, може се развити супрахепатична опструкција. Ова стања представљају један од многиг узрока привремене хипертензије, јер ако се узрок опструкције коригује настаје снижавање притиска у систему вене порте.
Насупрот овим стањима код фиброзе, констриктивног перикардитиса и слабости срчаног мишића, тј у стањима која се не могу лечити, може се развити портна хипертензија, исто као што су то стања опструкција јетрене вене и доње шупље вене.

#### Прахепатична опструкција
Овај облик опструкције јетрених вена је мање учестао али не и редак узрок прахепатичне порталне опструкције. Јавља се код тромбозе вене порте, сплениичних и мезентеричних вена. Узроци тромбозе ових вена су многобројни:
- Компресија стабла вене порте или вене слезине, са последичном стаза крви у систему вене порте
- Након хируршких захвата на јетри, билијарном тракту и уклањања слезине
- Оштећење вене порте због трауме или повреде
- Неоплазме у систему вене порте
- Повећање слезине код полицитемија, остеомиелофиброзе, хеморагијске тромбоцитемије
- Конгениталне аномалије вене порте. Конгенитална хипоплазија јетре је међу конгениталним аномалијама најчешћа компликација прахепатичне порталне хипертензије, због придужене делимичне облитерације порталних венских коренова (синдром Cruvaeilhier–Baumgarten).

#### Интрахепатична опструкција
Портална хипертензија као клинички проблем је у највећем броју случајева узрокована интрахепатичном (унутарјетреном) порталном опструкцијом. Код већине оболелих она настаје због алкохолене и постнекротичне цирозе, обољења жучног тракта и разних облика хепатита.
- Цироза јетре
- Нодуларна пролиферација (у реуматоидном артритису, Фелтијевом синдрому)
- Акутни алкохолни хепатитис
- Тарапија цитостатицима (метотрексат, азатиоприн, меркаптопурин)
- Интоксикација витаминима
- Шистосомиаза
- Саркоидоза
- Каролијева болест
- Вилсонова болест
- Конгенитална фиброзе јетре (хепатичне портална склероза)
- Гушерова болест
- Полицистична јетре
- Тумори јетре
- Хемохроматоза
- Мијелопролиферативне болести
- Изложеност токсичним материјама (винил хлорид, арсен, бакар)

#### Постхепатична опструкција
- Билд-Шиари синдром
- Констриктивни перикардитис (нпр, калцификација перикарда) који повећањем притиска у доњој шупљој вени, повећава отпорност протоку венске крви кроз јетру.
- Тромбоза или компресије доње шупље вене.

## Патофизиологија
Васкуларна резистенција
Први фактор у патофизиологији порталне хипертензије је пораст васкуларне резистенције у протоку крви кроз порталну циркулацију. Пораст васкуларне резистенције није последица само поремећене архитектонике јетре, него и последица контракције миофибробласта, активираних стелатних ћелија и васкуларних глаткомишићних ћелија унутарјетрених вена. Васкуларну резистенцију у јетри повећавају ендотелин, алфаадренергични стимуланс и ангиотензин 2, а снижавају је азотни оксид, простациклини многи вазодилатациони медикаменти.
Вазодилатација
Други фактор, који доприноси развоју порталне хипертензије је пораст крвног протока у систему вене порте због вазодилатације спланхничних артериола, узроковане прекомерним ослобађањем ендогених вазодилататора. Када се градијент порталног притиска повећа изнад 10 mmHg, јављују се варикозитети (проширења вена), а са порастом притиска изнад 12 mmHg варикозитети могу руптурирати.

## Клиничка слика
Клиничке манифестације порталне хипертензије су обично асимптоматске или са минималним физикалним знацима болсти. Манифестни симптоми и знаци поталне хипертензије, су пре свега различити манифестни облици повезани са основном болешћу која је изазвала пораст притиска у вени порти. Зато ове чињенице треба узети у обзир приликом испитивања болесника са порталном хипертензијом, јер се клиничка слика болести манифестује тек у оном стадијуму када су присутне компликација порталне хипертензије - крварење, тромбоза вене порте итд.
Клиничку слику порталне хипертензије карактеришу следећи симптоми и синдроми: спленомегалија, варикозитети једњака и желуца и крварења из њих, асцитес, диспепсија (епигастрични бол, губитак апетита, мучнина, затвор), хиперспленизма (тромбоцитопенија, леукопенија, ретко - анемија), поремећај згрушавања крви.
Прехепатични облик
Када прехепатичног облика синдроми болести се јављају чешће у детињству. Најчешћи манифестације болести су: крварење из варикозитета једњака (који су некада први симптом болести), спленомегалија, хиперспленизам, тромбоза в.порте).
Интрахепатични облик
Код интрахепатичног облика порталне хипертензије у клиничкој слици доминирају симптоми цирозе јетре. Природа болести зависи од природе цирозе (постнекротична, алкохола итд), активности процеса, степена компензације поремећаја функције јетре. Порталална хипертензија код ових болесника се најчешће испољава хеморагијским компликацијама, спленомегалијом, дилатацијом предњег трбушног зида, асцитесом. Претећа компликација је крварење из вена једњака и желуца. Наведени поремећаји покрећу регургитацију или повраћања крви у непромењеном облики без икаквог претходног бола у епигастричном региону. Када крв масовно отиче у желудац и дање у црева, могу се видети промене у изгледу повраћане крви која има боју кафе, или појави мелене у столици. Као последица масовног крварења врло брзо се развијају симптоми постхеморагичне анемије. Морталитет након првог крварења варикозитета једњака у цирози је висока - 30% или више. Поновљено крварење, асцитес, жутица (због уништења паренхима јетре) - типични су клинички знаци у поодмаклој фази цирозе јетре, што даје мало шансе за успех медицинског или хируршко лечење порталне хипертензије код ових болесника.
Супрахепатични облик
Супрахепатични облик порталне хипертензије често је узрокован Шиаријевим синдромом. Код акутног облика болести клиничка слика се карактерише изненадном појавом интензивног бола у епигастријуму, десном горњем квадранту, прогресивним растом хепатомегалије, хипертермијом, асцитесом. Код ових болесника смрт се јавља као последица обилног крварења из варикозитета једњака или хепатичке-бубрежна инсуфицијенција.
У хроничном облику болести хепатомегалија и спленомегалија се јављају постепено и све су израженије. Прати их развој колатералне венске васкулатуре на предњем трбушном зиду, увећање асцитеса који због губитка беланчевина из плазме може довести до поремећаја у метаболизму протеина (хипоалбуминемија).

## Дијагноза
Због велике смртности (30-40%), погоршања прогнозе и исхода код пацијената после првог крварења из варикозитета, правовремена дијагноза порталне хипертензије је веома важна.
У дијагностици, на порталну хипертензију и варикозитете једњака увек треба помислити код сваког болесника са цирозом јетре.
Анамнеза
Болесници у анамнези најчешће наводе општу слабост, малаксалост, ослабљен апетит и жућкасту пребојеност коже и беоњача.
Физикални преглед
У овом преглду уочава се субикерус или изражени иктерус, хематом, спајдер невуси по кожи грудног коша и леђа, еритем дланова, увећана чврста неравна - чворновати јетра. Када се ради о декомпензованој цирози јетре, уочава се; отоке потколеница, асцит и препознатљиву слику „жабљег стомака” са атрофијом мускулатуре удова. Повећана слезина и проширене вене на трусном зиду (често карактеристичног изгледа) типични су знаци порталне хипертензије.
Лабораторијске анализе
У лабораторијским налазима болесника са цирозом јетре су често повишени ензими јетре, снижени албумин, повишени глобулини, продужено протромбинско време.
Код пацијената са повећаном слезином присутни знаци хиперспленизма (са смањеним бројем еритроцита, леукоцита, тромбоцита).
Ултразвучне процедуре
Ултразвучни преглед (колор Допплер) крвних судова, прва је од дијагностичких процедура коју треба применити. Он може показати типичне промене за порталну хипертензију.
Ендоскопија
Дијагностичка метода избора је и горња дигестивна ендоскопија (ГДЕ) која показује, варикозне промене у једњаку, стање кардије и фундусу желуца.
Како је дигестивна ендоскопија инвазивна метода, велики варикозитети за њену примену представљају ризик, због могућег крварења. Зато се она примењује у само око 20% пацијената са цирозом јетре, јер бројни аутори предлажу строгу селекција болесника којима треба обавезно урадити ендоскопију. Предлаже се да се на ендоскопију обавезно упутства болесници који имају следеће клиничке, односно дијагностичке карактеристике:
- Тромбоцитопенија < 100х109
- Протромбинско активност < 70%
- Повећана слезина
- Ултразвучно мерен пречник вене порте > 13 мм.[14]

Одређивање венског притиска
Притисак у вени порти мери се венском катетеризацијом. Нормално овај притисак износи 5-10 ммХг. Помоћу слободног венског хепатичког притиска WHVP (Wedged Hepatic Venous Pressure) и притиска зачепљене вене FHVP (Free Hepatic Venous Pressure) одређујемо градијент притисака вена јетре који одговара притиску у вени порти, према овом обрасцу
WHVP – FHVP = HPVG (Hepatic Pressure Venous Gradient)
Код здравих људи HPVG је < 5 ммХг. Када је HPVG > 12 ммХг, портална хипертензија постаје клинички значајна, јер се на тој вредности HPVG јавља крварења из варикозитета једњака.
Смањивање вредности HPVG има превентивни значај у лечењу варикозитета једњака, јер је терапијски циљ да са притисак у вени порти смањи испод граничног притиска крварења, а то значи да се HPVG одржи испод 12 ммХг.

## Диференцијална дијагноза
Диференцијална дијагноза порталне хипертензије
| Болест                                | Интрахепатични блок (цироза) | Екстрахепатични блок |
| ------------------------------------- | ---------------------------- | -------------------- |
| Варикозитети једњака                  | Постоји                      | Постоји              |
| Хепатомегалија                        | Обично постоји               | Не постоји           |
| Спленомегалија                        | Обично постоји               | Постоји              |
| Асцитес                               | Може постојати               | Редак                |
| Периферни едем                        | Може постојати               | Не постоји           |
| Тробоцитопенија                       | Обично постоји               | Не постоји           |
| Леукопенија                           | Може постојати               | Постоји              |
| Анемија                               | Обично постоји               | Не постоји           |
| Жутица                                | Обично постоји               | Не постоји           |
| Функција јетре                        | Ослабљена                    | Није ослабљена       |
| Претходне операције због карцинома    | Постоје                      | Постоје              |
| Поновљене операције билијарног тракта | Постоје                      | Не постоје           |
| Анамнеза о унутартрбушној инфекцији   | Не постоји                   | Постоји              |

## Терапија
Лечење портална хипертензијаКад кад год је могуће, треба започети уклањањем узрока поремећаја.

### Лечење езофагогастричних варикозитета
Варикозитети једњака који крваре или су крварили третирају се низом ендоскопских подвезивања или склеротерапија да би се скврчиле преостале варикозне вене, након чега се ради контролна ендоскопија сваких неколико месеци код рекурентних варикозитета.
Склерозација се изводи у неколико наврата, најчешће у размаку од 7-14 дана, и обично понавља 4-6 пута, док се не склерозирају сви варикозитети. Склерозација као компликација може имати стенозу једњака услед зарастања улкуса који наста после лечења. Варикозиотети после склерозације рецидивирају у 50-70% случајева. Зато је езофагоскопију и склерозацију потребно понављати на 6-12 месеци.
Програмирано подвезивање (лигирање) варикозитета такође се понавља (око 3-4 пута) са размаком од неколико недеља док се не одстране сви варикозитети. Компликације код подвезивања су ређе у односу на склерозацију. Обично су то површински улкуси, а само ретко сужења једњака. Недостатак програмираног подвезивања варикозитета су чести рани рецидиви варикозитета, јер лигатура не може да обухвати и параезофагеалне вене из којих се развијају нови варикозитети.
Подвезивање има предност над склеротерапијом због мањег ризика.

### Фармакотерапија
У лечењу варикозитета који су крварили примат имају β-блокаторе; иако резултати варирају, ови лекови снижавају портални притисак првенствено смањујући портални проток.
Предност има пропранолол (40-80 mg PO 2×/дневно) или надолол (40-160 mg PO 2×/дневно), а доза се титрира до снижења срчане фреквенције за 25%.
Применом изосорбид-мононитрат 10–20 mg PO 2×/дневно може додатно снизити портални притисак.

### Комбинована и остала терапија
Комбинована дуготрајна ендоскопска и медикаментна терапија може бити нешто делотворнија од напред наведених метода појединачно.
Код болесника са неадекватним одговором на стандардно лечење, могла би се размотрити примена трансјугуларног интрахепатичног порто-системског шанта (ТИПС) или хируршког портокавалног шанта.
ТИПС ствара бајпас између порталне и хепатичне венске циркулације унутар јетре. Иако је код ТИПС-а мања непосредна смртност него код хируршког захвата, посебно за време акутног крварења, поступак се често мора понављати јер са временом стент стенозира или оклудира.
Неким болесницима може помоћи трансплантација јетре.
Крварење проузроковано порталном хипертензивном гастропатијом може се сузбити лековима за снижавање порталног притиска. Уколико лекови не помогну, може се учинити шант, али резултати могу бити лошији него код крварења из варикозитета једњака.
Хиперспленизам не захтева посебно лечење, јер најчешће не изазива тегобе, а спленектомију треба максимално избегавати.

## Прогноза
Болесници са неконтролисаном порталном хипертензијом, најчешће умиру због акутног крварења из варикозитета једњака, која може премашити и 50%.
Прогноза зависи о степену хепатичне резерве и обиму крварења. За преживеле унутар 1-2 године ризик поновног крварења јавља се у 50-75% случајева.
Подвргавање ендоскопском или фармаколошком лечењу смањује ризик од крварења, али дугорочно не снижава у значајној мери смртност болесника.